# Satsuma age
Il Satsuma age (薩摩揚げ?) è un piatto tipico della cucina giapponese, particolarmente nella penisola di Satsuma, localizzata nella parte estrema del Kyūshū (tra le quattro maggiori isole dell'arcipelago giapponese).

## Preparazione
Si tratta di una sorta di torta di pesce fritto, composta da Surimi e farina che viene mescolata fino a formare una pasta compatta, e poi fritta per saldare l'impasto così ottenuto.

## Storia
Esistono diverse teorie riguardo alla storia della pietanza fra cui quella legata al clan Shimazu datandone il commercio intorno al 1864.

## Varianti
Esistono diverse varianti fra cui:
- Hira-ten, ひら天, frittura dalla forma piatta.